# Hans Christoph
Hans Christoph (eigentlich Johannes; * 7. September 1901 in Dresden; † 31. Juli 1992 ebenda) war ein deutscher Künstler.

## Leben
Hans Christoph wurde als Sohn des Versicherungsangestellten Carl Ernst Christoph und dessen Frau Hedwig geboren. Von 1908 bis 1912 besuchte er in Dresden die Volksschule und anschließend die Oberrealschule. Im Jahr 1921 schloss er diese mit Abitur ab. Anschließend nahm er ein Studium an der Kunstgewerbeschule bei Carl Rade auf. In dieser Zeit lernte er Erna Lincke, Werner Mothes, Arthur Frenzel, Hilde Rakebrand und Carl Lohse kennen und schloss Bekanntschaft mit dem Literaten Ludwig Renn.

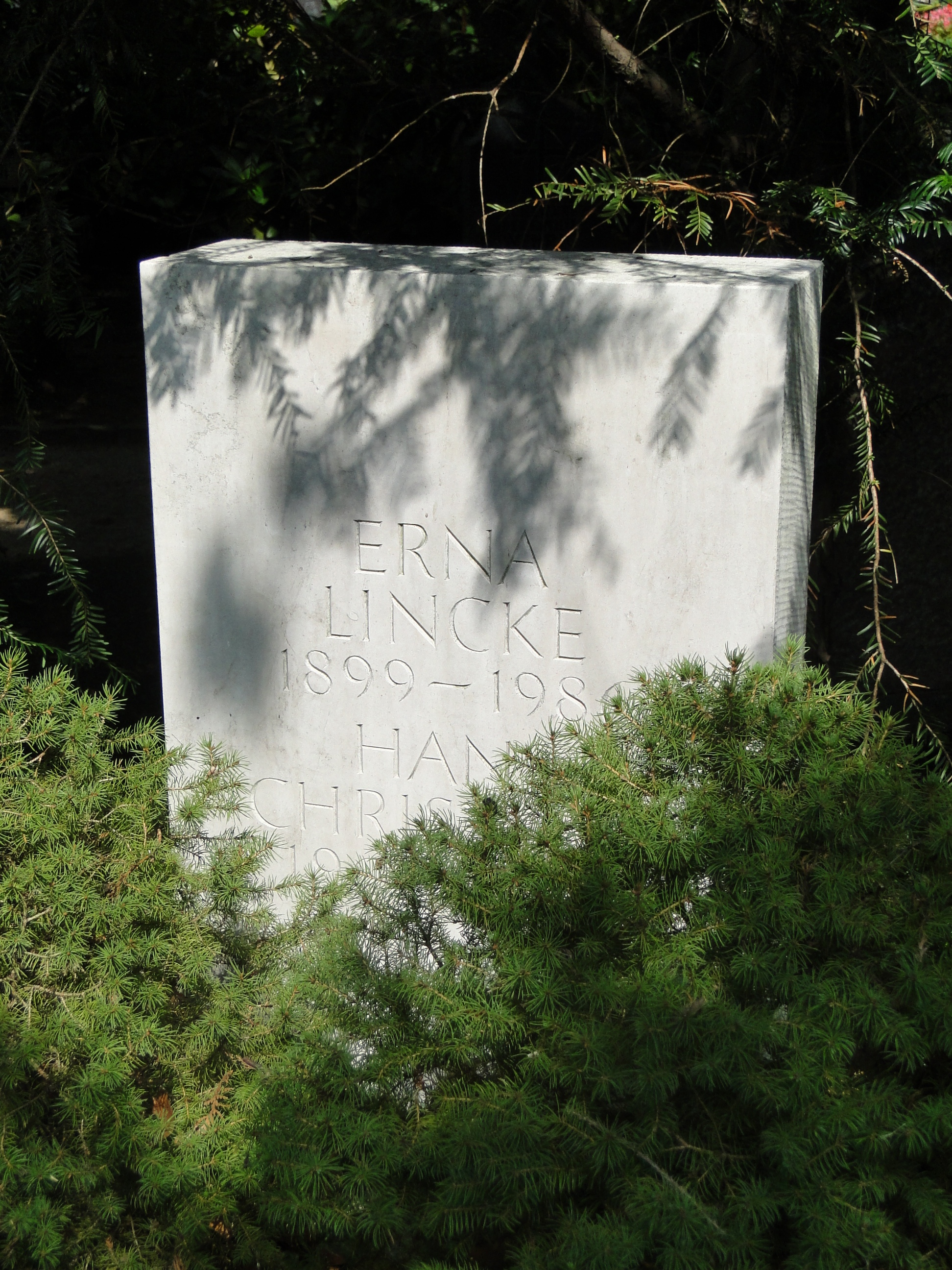
Grab auf dem Loschwitzer Friedhof

Von 1925 bis 1927 war Christoph als Zeichenlehrer in Zittau tätig. Christoph unternahm 1927 mit Erna Lincke, die er im selben Jahr heiratete, eine Hollandwanderung. Seither war er als freischaffender Künstler in Dresden tätig. Christoph war Mitglied der Neuen Dresdner Sezession 1931 und der Dresdner Sezession 1932 sowie der ASSO.
In der Zeit des Nationalsozialismus war Christoph obligatorisch Mitglied der Reichskammer der bildenden Künste. Für diese Zeit ist seine Teilnahme an acht großen Ausstellungen sicher belegt. Zwischen 1941 und 1945 leistete er seinen Kriegsdienst als Kartograph in Krakau. Bei der Bombardierung Dresdens im Februar 1945 ging nahezu sein gesamtes Frühwerk verloren. 2012 tauchte beim Schwabinger Kunstfund ein Aquarell Paar (1924) auf.
Im Jahr 1946 zählte er mit Karl von Appen, Hermann Glöckner, Edmund Kesting, Erna Lincke und Helmut Schmidt-Kirstein zu den Gründungsmitgliedern der Künstlergruppe „Der Ruf“. Nach Auflösung der Gruppe trat er der „Gruppe 1947 Dresdner Künstler – Das Ufer“ bei. Im Jahr 1949 wurde er an die Hochschule für Bildende Künste Dresden berufen. Bis 1952 lehrte er in der Abteilung Werbung, danach als Dozent der Malklasse. In dieser Zeit entstand eine Freundschaft zu Hajo Rose und Max Erich Nicola. Seit 1952 arbeitete er mit seiner Schülerin Helga Knobloch an Entwürfen für die Textilindustrie. Christoph gab 1955 seine Lehrtätigkeit auf, um den zunehmenden Anfeindungen wegen formalistischer Tendenzen zu entgehen. Seit 1955 war er freischaffend in Dresden tätig, wo es zu einer langjährigen intensiven Zusammenarbeit mit Helga Knobloch vor allem bei Gestaltungsaufgaben im Zusammenhang mit der Leipziger Messe kam.
Christoph wurde auf dem Loschwitzer Friedhof beigesetzt.

## Werk
Bereits zu Beginn seines Studiums begegnete Hans Christoph in der Richterschen Galerie dem Maler Carl Lohse, der aus Hamburg stammend zu dieser Zeit in Bischofswerda bei Dresden lebte und arbeitete. In seinen unveröffentlichten Lebenserinnerungen beschreibt er diese Begegnung mit den Arbeiten und mit Carl Lohse als außerordentlich beglückend. Er nahm sich dessen Werk, das in der künstlerischen Technik vor allem an den Werken Vincent van Gogh geschult war, zum Vorbild. Kennzeichnend für diese Phase seiner künstlerischen Arbeit ist ein pastoser Farbauftrag, ein lebendig vibrierender Pinselduktus und eine stark expressive Farbigkeit. Im Jahr 1927 – das Jahr, in dem Otto Dix einen Lehrauftrag an der Dresdner Kunsthochschule übernahm – änderte sich im Werk Hans Christophs die künstlerische Auffassung nachhaltig. Unter dem Eindruck der Technik von Otto Dix arbeitete Christoph nun nicht mehr wie bisher in der alla-prima-Technik, sondern er bediente sich ebenfalls der Lasurtechnik. Wenig später „befreite“ er sich nach eigenen Worten wieder davon. Nun entstanden Arbeiten, die durch Flächigkeit und starke Konturen bereits auf sein Werk in der Nachkriegszeit verweisen, aber auch Bilder, die vom orphischen Kubismus Sonja Delaunays beeinflusst zu sein scheinen.
Ein schwerer Verlust war die nahezu gänzliche Zerstörung seines Werkes am Ende des Zweiten Weltkrieges. Nicht nur das gemeinsame Atelier mit Erna Lincke in der Dresdner Ostbahnstraße, auch die bei den Eltern Erna Linckes in Blasewitz ausgelagerten Arbeiten und die Arbeiten in der Galerie Hede Schönert am Neumarkt fielen den Flammen zum Opfer. Eine lange Kriegsgefangenschaft blieb Hans Christoph erspart und so war er bereits 1945 wieder zurück in Dresden. Sofort beteiligte er sich am Neuaufbau des kulturellen Lebens der Stadt und der Region. So gehörte er 1946 zur Jury der Ausstellung Heimat + Arbeit in Dippoldiswalde.
Lebendige, spielerische, farbenfrohe Arbeiten, flächig mit starken Konturen, bestimmten nun wieder sein künstlerisches Werk – typisch für diese Zeit, zumeist ausgeführt in Aquarell. Im Rahmen der „Wandbildaktion“ der 2. Deutschen Kunstausstellung 1949 in Dresden schuf er mit Martin Hänisch und Werner Hofmann den Entwurf für das Wandbild „Kohle. Paul-Berndt-Schacht“. Die Jahre seiner Dozentur an der Hochschule für Bildende Künste ließen wenig Raum für das eigene künstlerische Schaffen. Unter Mart Stam bemühte sich Hans Christoph zusammen mit Hajo Rose um ein modernes pädagogisches Konzept für die Abteilung Gebrauchsgrafik an der Dresdner Hochschule. Im Jahr 1955 zog sich Hans Christoph aus dem Lehramt zurück. Er reagierte damit auf die zahlreichen Formalismus-Vorwürfe der Partei.
Zusammen mit Helga Knobloch arbeitete er nun bis zu seiner Pensionierung 1968 als freier Gebrauchsgrafiker für die Industrie und vor allem die Leipziger Messe. Danach entstand ein bemerkenswertes Spätwerk, von großer Dichte und Intensität. Bereits Mitte der 60er Jahre gibt es Arbeiten, die seine besonders charakteristische Technik, des Tropfens und Spritzens aufweisen, die für sein gesamtes Spätwerk eine besondere Rolle spielen. Die späten Arbeiten charakterisiert Reinhild Tetzlaff so:

„Die Entstehung der Bilder Christophs ist nicht Schauplatz heftiger Aktionen, sondern Bedacht und Behutsamkeit führten die Hand. Das Ergebnis ist ein Geflecht von aus Farbfäden und Tropfen, vielfarbig, im starken Kontrast zum Kadmiumgelb und Zinnober, Ultramarin und Weiß. Das Weiß beherrscht stets die Komposition. Es verschafft der malerischen Komponente graphische Dichte. […] Und dennoch: Aktion ist sein Malen auch. Nur ist dieses malerische Agieren auf der Bildfläche kein extravertiertes, es ist introvertiert; auf ein Zentrum gerichtet, in welchem das Individuelle mit dem Allgemeinen identisch ist. So haben die Linien Christophs kaum etwas expressives an sich. Hier vollzieht sich kein Ringen um den Ausdruck.“

Formal stehen die Werke Christophs im Kontext zu den Drip-Paintings von Jackson Pollock, zu Arbeiten von Mark Tobey und zu den Texturologies von Jean Dubuffet, auch wenn Hans Christoph über seine Verwunderung berichtete, als er zum ersten Mal einen Katalog Jackson Pollocks in den Händen hielt.
Im Mai 2021 wurde bekannt, dass spätestens 2023 über 350 Werke von Hans Christoph (vorwiegend Ölgemälde sowie Gouachen, Aquarelle und Collagen aus dem Zeitraum 1930 bis 1982) aus dem Nachlass von Helga Knobloch an den Kunstbesitz der Kustodie der TU Dresden übergeben werden sollen.

## Werke (Auswahl)
- Strehlen, 1921, Öl auf Pappe. Städtische Galerie Dresden – Kunstsammlung Museen der Stadt Dresden
- Goppeln, 1922, Öl auf Pappe. Städtische Galerie Dresden – Kunstsammlung Museen der Stadt Dresden
- Prohlis, 1922, Öl auf Pappe. Städtische Galerie Dresden – Kunstsammlung Museen der Stadt Dresden
- Goldene Höhe, 1922, Öl auf Pappe. Albertinum | Galerie Neue Meister, Staatliche Kunstsammlungen Dresden
- Nordsee, 1923,  Öl auf Pappe.  Albertinum | Galerie Neue Meister, Staatliche Kunstsammlungen Dresden
- Arbeiterfrau, 1924, Öl auf Leinwand. Albertinum | Galerie Neue Meister, Staatliche Kunstsammlungen Dresden
- Tanzpaar, 1925, Öl auf Leinwand auf Holz. Städtische Galerie Dresden – Kunstsammlung Museen der Stadt Dresden
- Schwertlilien vor Stacheldraht, 1929, Öl auf Hartfaserplatte. Städtische Galerie Dresden – Kunstsammlung Museen der Stadt Dresden
- Selbstbildnis (1930 auf der Ausstellung Dresdner Kunst)[6]
- Weesenitz-Mühle, im 1932, Öl auf Leinwand. Albertinum | Galerie Neue Meister, Staatliche Kunstsammlungen Dresden
- Waldweg, 1932, Öl auf Leinwand. Städtische Galerie Dresden – Kunstsammlung Museen der Stadt Dresden
- Pfeile, 1966, Öl auf Leinwand. Kunstbesitz der Kustodie der TU Dresden
- Abstraktes Bild I A/79/82, 1979/82, Latex auf Hartfaser. Albertinum | Galerie Neue Meister, Staatliche Kunstsammlungen Dresden
- Ohne Titel (Abstraktes Bild in Schwarz, Rot, Gelb, Grün, Braun und Weiß), um 1980, Latex auf Hartfaser. Kunstbesitz der Kustodie der TU Dresden
- IV A 80, 1980, Collage, eingefärbte Papiere auf weißem Grund. Städtische Galerie Dresden – Kunstsammlung Museen der Stadt Dresden
- II A 82, 1982, Collage, Papierstreifen auf schwarz-weiß aquarelliertem Papier. Städtische Galerie Dresden – Kunstsammlung Museen der Stadt Dresden

## Einzelausstellungen
- 1928 Museum Zwickau
- 1930 Galerie Arnold
- 1932 Kunstverein Hamburg
- 1944 Kunsthandlung H. Schönert, Dresden
- 1970 Kunstausstellung Kühl, Dresden
- 1976 Kunstausstellung Kühl, Dresden
- 1977 „Wort und Werke“, Kunstausstellung Leipzig
- 1978 Galerie „Kunst der Zeit“, Dresden
- 1988 Galerie Comenius, Dresden
- 1991 galerie am blauen wunder, Dresden
- 1991 Brandenburgische Kunstsammlungen Cottbus
- 1992 Kabinettausstellung Galerie Neue Meister, Staatliche Kunstsammlungen Dresden
- 1996 Galerie „Kunst der Zeit“, Dresden
- 2000 Kunstausstellung Kühl, Dresden
- 2001 Stadtmuseum Dresden
- 2003 Galerie Hebecker, Weimar
- 2023 Städtische Sammlungen Freital, Schloss Burgk

## Ausstellungsbeteiligungen
- 1928 Sommerausstellung der Künstlervereinigung, Dresden
- 1928 Dezemberausstellung des Kunstvereins, Dresden
- 1929 „Sezessionsgruppe 1919“
- 1930: Dresden, Brühlsche Terrasse („Dresdner Kunst 1930“)
- 1932 1. Ausstellung der Dresdner Secession 1932, Dresden,
- 1933 Dezemberausstellung „Sezessionsgruppe 1919“
- 1934 „Sezessionsgruppe 1919“
- 1945 „der ruf – befreite kunst“
- 1946 „Erste Deutsche Kunstausstellung“, Dresden
- 1946 Kunstausstellung Sächsische Künstler, Dresden[7][8]
- 1947 „Erste Ausstellung Dresdner Künstler“, Dresden / Galerie Haffke, Halle a.d.S.
- 1947 Arbeitsgemeinschaft Bildende Kunst, Dresden
- 1948 „der ruf“ Kunstausstellung Kühl, Dresden
- 1949 „Zweite Deutsche Kunstausstellung“, Dresden
- 1951 „Künstler schaffen für den Frieden“, Dresden
- 1958 „Vierte Deutsche Kunstausstellung“, Dresden
- 1974 „Zeichnungen in der Kunst der DDR“, Albertinum, Dresden
- 1977 „Dresdner Kunst heute“, Galerie Nord, Dresden
- 1978 „Von der Collage zur Assemblage. Aspekte der Materialkunst in der DDR“, Berlin, Altes Museum
- 1978 „Collagen, Montagen, Frottagen von Künstlern der DDR“,  Leipzig, Galerie am Sachsenplatz
- 1979 „Positionen“, Galerie am Sachsenplatz, Leipzig
- 1980/81 „Kunst im Aufbruch“, Dresden
- 1984 „Gruppe 1947. Dresdner Künstler. Das Ufer“, Dresden
- 1984 „30 Jahre – Kunst der Zeit“, Dresden
- 1986 „40 Jahre Malerei in Dresden“, Dresden
- 1986 „Phantastik in der bildenden Kunst“, Dresden
- 1987 „Kunsttendenzen“, Dresden
- 1989 „Zeichnungen in der Kunst der DDR“, Berlin
- 1990 „Die Kunst der Collage in der DDR 1945–1990“, Cottbus / Neubrandenburg / Rostock / Bottrop.
- 1991 Neuerwerbungen der Gemäldegalerie Neue Meister, Dresden
- 2006/07 „Gegenwelten – Informelle Malerei in der DDR, Das Beispiel Dresden“, Marburg / Halle a.d.S./ Dresden
- 2011/12 „Neue Sachlichkeit in Dresden. Malerei der Zwanziger Jahre von Dix bis Querner“, 1. Oktober 2011 – 8. Januar 2012, Kunsthalle im Lipsius-Bau